# Birutė Janavičiūtė
Birutė Janavičiūtė (*  11. Dezember 1956 in der Rajongemeinde Kaišiadorys) ist eine litauische Juristin, Richterin im Obersten Gericht, früher im Obersten Verwaltungsgericht Litauens.

## Leben
Nach dem Abitur  an der Mittelschule absolvierte Janavičiūtė 1985 das Diplomstudium der Rechtswissenschaft an der Vilniaus universitetas.
Von 1976 bis 1983 arbeitete sie in der 22. Apotheke in Vilnius als Assistentin und Pharmazeutin, ab 1983 Sitzungssekretärin im Obersten Gerichtshof. Von 1988 bis 1990 arbeitete sie als Rechtsberaterin in den Banken (Industrie- und Baubank der Sowjetunion und Lietuvos respublikinis bankas), von 1991 bis 1994 beim Sozialversicherungsamt Sodra. Von 1995 bis 1999 war sie Richterin im 1. Stadtkreisgericht Vilnius, von 2001 bis 2008 im Lietuvos vyriausiasis administracinis teismas. Seit 2008 ist sie Richterin im Lietuvos Aukščiausiasis Teismas.